# São Martinho da Cortiça
São Martinho da Cortiça is een plaats (freguesia) in de Portugese gemeente Arganil en telt 1 536 inwoners (2001).